# Kazimira Prunskienė
Kazimira Danutė Prunskienė, född 26 februari 1943 i Vasiuliškė, är en litauisk politiker och landets första premiärminister efter självständighetsdeklarationen den 11 mars 1990 och jordbruksminister i regeringen Gediminas Kirkilas (2004-2008). Hon leder för närvarande partiet Lietuvos liaudies partija (Litauiska folkpartiet), som startades år 2010. 
Prunskienė deltog i presidentvalet i Litauen 2004 mot president Valdas Adamkus då hon hoppades få röster från åtalade Rolandas Paksas väljare. Hon slutade tvåa i valets första omgång och i den andra vann Adamkus med 52,6% mot Prunskienės 47,4%. Prunskienė ställde även upp i presidentvalet i Litauen 2009, understödd av Lietuvos valstiečių liaudininkų sąjunga. Valet vanns stort av Dalia Grybauskaitė som fick 69,1% av rösterna och därmed undvek en andra valomgång. Prunskienė fick i valet 3,9% av rösterna.

## Tidigt liv
Kazimira Danutė Stankevičiūtė föddes i byn Vasiuliškiai. Hennes far, Pranas Stankevičius, arbetade som skogvaktare och ägde flera hektar mark. Pranas var känd som en glad musiker som spelade flera instrument vid bröllop, däribland gitarr, fiol och dragspel. Stankevičius mördades av NKVD i Laboranasskogen då Kazimira bara var ett år gammal.
Kazimira Stankevičiūtė studerade vid Vilnius universitet där hon tog examen i ekonomi år 1965 där hon senare doktorerade i samma ämne på det sena 1980-talet. Efter detta stannade hon på universitetet som instruktör och senare som biträdande vid institutionen för industriell ekonomi.
Innan hon tog sin första examen gifte sig Stankevičiūtė med Povilas Prunskus, vilket ändrade hennes efternamn till Prunskienė. Mellan år 1963 och 1971 födde hon en son vid namn Vaidotas och två döttrar med namnen Rasa och Daivita. Hon skilde sig senare från sin första make och gifte sig år 1989 med Algimantas Tarvidas.

## Politisk karriär
Prunskienė bytte sakta sin karriär på universitetet mot politiken. År 1980 gick hon med i Litauens kommunistiska parti och år 1986 började hon agera ställföreträdande direktör för Litauiska SSR:s jordbruks- och ekonomiska forskningsinstitut. År 1988 började Prunskienė hitta det folkliga stödet på gräsrotsnivå för den litauiska reformrörelsen (Sąjūdis) som så småningom växte fram till den största självständighetsrörelsen. Den 17 mars 1990 valdes hon till landets premiärminister av Litauens högsta råd och fick direkt möta problemen som orsakades av Michail Gorbatjovs ekonomiska embargo i ett försök att tvinga tillbaka Litauen till Sovjets kontroll. Efter nio månader på posten avgick Prunskienė och efterträddes av Albertas Šimėnas. Sedan år 2010 är hon partiledare för det nystartade partiet Lietuvos liaudies partija (Litauiska folkpartiet).

## KGB-anklagelser
Det påstods att Prunskienė tjänstgjorde i KGB under pseudonymen "Šatrija". Dessa anklagelser fick mötas i domstol. En lång och kontroversiell rättegång ledde till en juridisk seger för Prunskienė, men hon förknippas ändå ofta med det ryska inflytandet i den litauiska politiken.

## Privatliv
Den 26 februari 2012 drabbades Prunskienė av ett slaganfall. Prunskienė togs till Santariškėskliniken där hon genomgick en hjärnoperation. Hon hade hittats medvetslös av vänner på söndagen den 26 februari. Under kvällen skulle hon firat sin 69-årsdag som inföll på samma dag som hon fick sitt slaganfall. Prunskienės son, Vaidotas Prunskus, sade om förutsättningarna att "det är ett sjukdomstillstånd som man inte återhämtar sig ifrån på ett par dagar".